# 錫龍火山
錫龍火山是印度尼西亞的火山，位於阿洛群島中的潘塔爾島，行政方面由東努沙登加拉省負責管轄，海拔高度862米，頂峰有火山湖，最近一次火山爆發在1970年，自2004年經常噴出氣體和煙霧。

## 外部連結
- Volcano Live （页面存档备份，存于）
- Geology of Mt. Sirung (in Indonesian)